# Saint-Malo-de-Beignon
Pour les articles homonymes, voir Saint-Malo (homonymie).
Saint-Malo-de-Beignon [sɛ̃ malo d(ə)bɛɲɔ̃] est une commune française, située dans le département du Morbihan en région Bretagne.
Si cette commune est voisine de Beignon, son nom évoque aussi Saint-Malo parce que sous l'Ancien Régime l'évêque de Saint-Malo y avait sa résidence d'été.

## Géographie

### Situation
Saint-Malo-de-Beignon se trouve au sud-ouest de la forêt de Paimpont et dans le nord-est du département du Morbihan ; la commune est limitrophe de l'Ille-et-Vilaine et le camp de Coëtquidan est en partie sur son territoire.
| Beignon | Beignon               | Plélan-le-Grand Ille-et-Vilaine |
| Beignon | Saint-Malo-de-Beignon |                                 |
|         | Guer                  | Guer                            |

### Relief et hydrographie

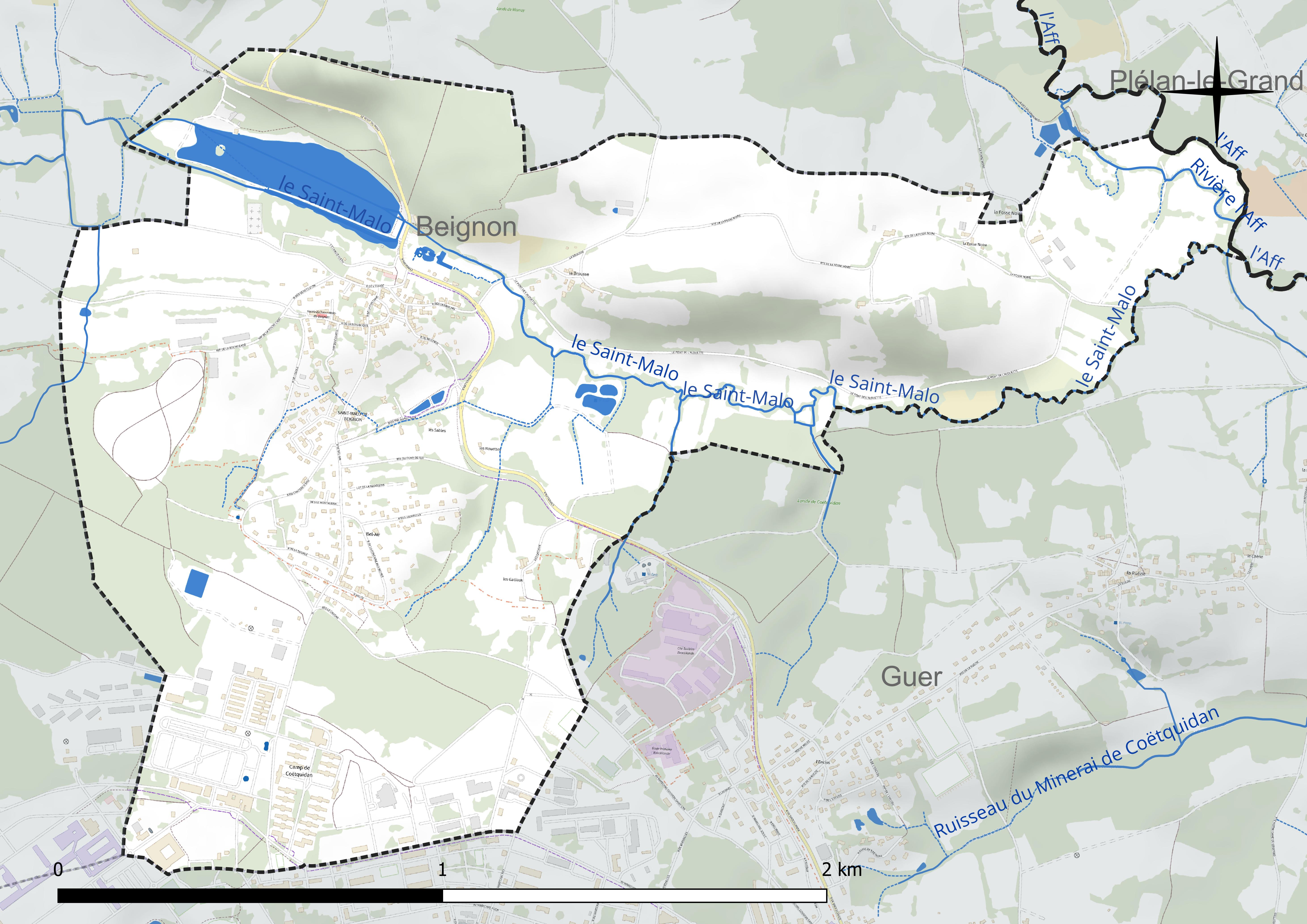
Carte du réseau hydrographique de la commune de Saint-Malo-de-Beignon.

Commune de petite superficie (3,49 km² contre, par exemple 24,87 km² pour Beignon et 52,11 km² pour Guer, deux de ses communes voisines), Saint-Malo-de-Beignon a des altitudes comprises entre 153 mètres pour son point le plus haut, situé dans l'angle sud-ouest de son territoire, au niveau de la chapelle de Coëtquidan, et 50 mètres, à l'extrémité orientale de son finage au niveau de la confluence entre l'Aff et le Ruisseau de Saint-Malo, son affluent de rive droite, lequel traverse d'ouest en est la partie centrale de la commune, alimentant l'étang de Saint-Malo, avant de servir de limite communale entre Saint-Malo-de-Beignon et Guer dans sa partie aval.
L'aspect général du relief forme une gouttière dans les deux bords sud et nord sont relevés de manière inégale, le bord nord s'élevant seulement à 106 mètres d'altitude. Le bourg est implanté sur le bord sud de cette gouttière, échelonné entre 120 mètres pour son extension récente (lieu-dit Bel-Air) et le bourg ancien, plus proche de la vallée du Ruisseau de Saint-Malo, situé vers 70 mètres d'altitude.

### Hydrographie
Pour un article plus général, voir Réseau hydrographique du Morbihan.
La commune est située dans le bassin Loire-Bretagne. Elle est drainée par l'Aff, le Saint-Malo et divers autres petits cours d'eau,.
L'Aff, d'une longueur de 67 km, prend sa source dans la commune de Paimpont et se jette  dans l'Oust à Saint-Vincent-sur-Oust, après avoir traversé 17 communes. 
Le Saint-Malo, d'une longueur de 10 km, prend sa source dans la commune de Campénéac et se jette  dans le Blavet sur la commune, après avoir traversé quatre communes. 

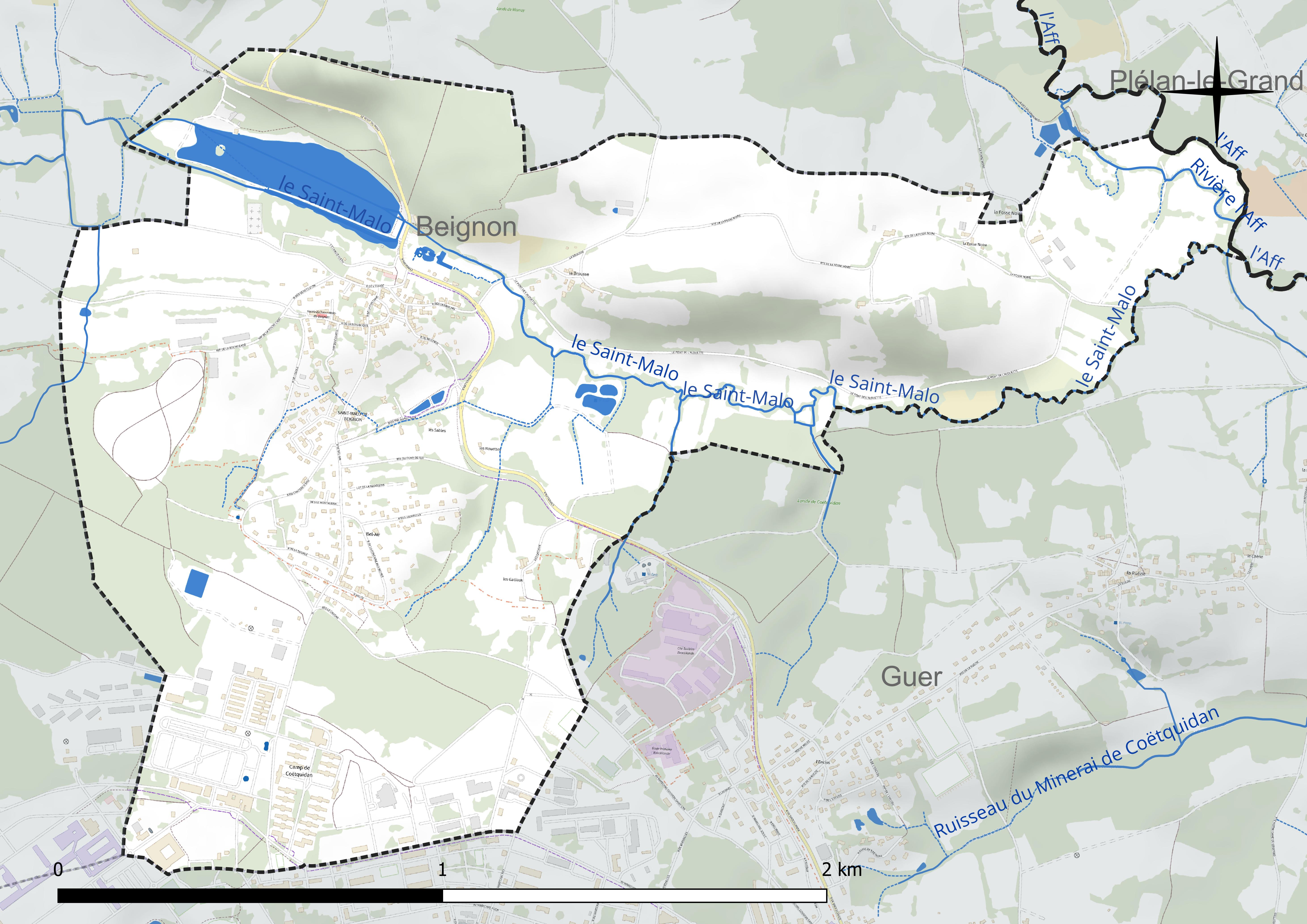
Réseau hydrographique de Saint-Malo-de-Beignon.

Un plan d'eau complète le réseau hydrographique : l'étang de Saint-Malo (6,83 ha),.

### Climat
Pour des articles plus généraux, voir Climat de la Bretagne et Climat du Morbihan.
En 2010, le climat de la commune est de type climat océanique franc, selon une étude du CNRS s'appuyant sur une série de données couvrant la période 1971-2000. En 2020, Météo-France publie une typologie des climats de la France métropolitaine dans laquelle la commune est exposée à un climat océanique et est dans la région climatique  Bretagne orientale et méridionale, Pays nantais, Vendée, caractérisée par une faible pluviométrie en été et une bonne insolation. Parallèlement l'observatoire de l'environnement en Bretagne publie en 2020 un zonage climatique de la région Bretagne, s'appuyant sur des données de Météo-France de 2009. La commune est, selon ce zonage, dans la zone « Intérieur Est », avec des hivers frais, des étés chauds et des pluies modérées.
Pour la période 1971-2000, la température annuelle moyenne est de 11,4 °C, avec une amplitude thermique annuelle de 12,9 °C. Le cumul annuel moyen de précipitations est de 814 mm, avec 12,5 jours de précipitations en janvier et 6,5 jours en juillet. Pour la période 1991-2020, la température moyenne annuelle observée sur la station météorologique la plus proche, située sur la commune de Guer à 6 km à vol d'oiseau, est de 12,3 °C et le cumul annuel moyen de précipitations est de 872,7 mm,. Pour l'avenir, les paramètres climatiques de la commune estimés pour 2050 selon différents scénarios d’émission de gaz à effet de serre sont consultables sur un site dédié publié par Météo-France en novembre 2022.

### Transports
Beignon est desservi principalement par la D 773, axe routier nord-sud qui est l'ancienne Route nationale 773 déclassée en route départementale ; cette route vient côte nord de Paimpont et se dirige côté sud vers Guer ; un embranchement, la D 773b, part de Saint-Malo-de-Beignon pour se diriger vers Beignon.

### Paysages et habitat

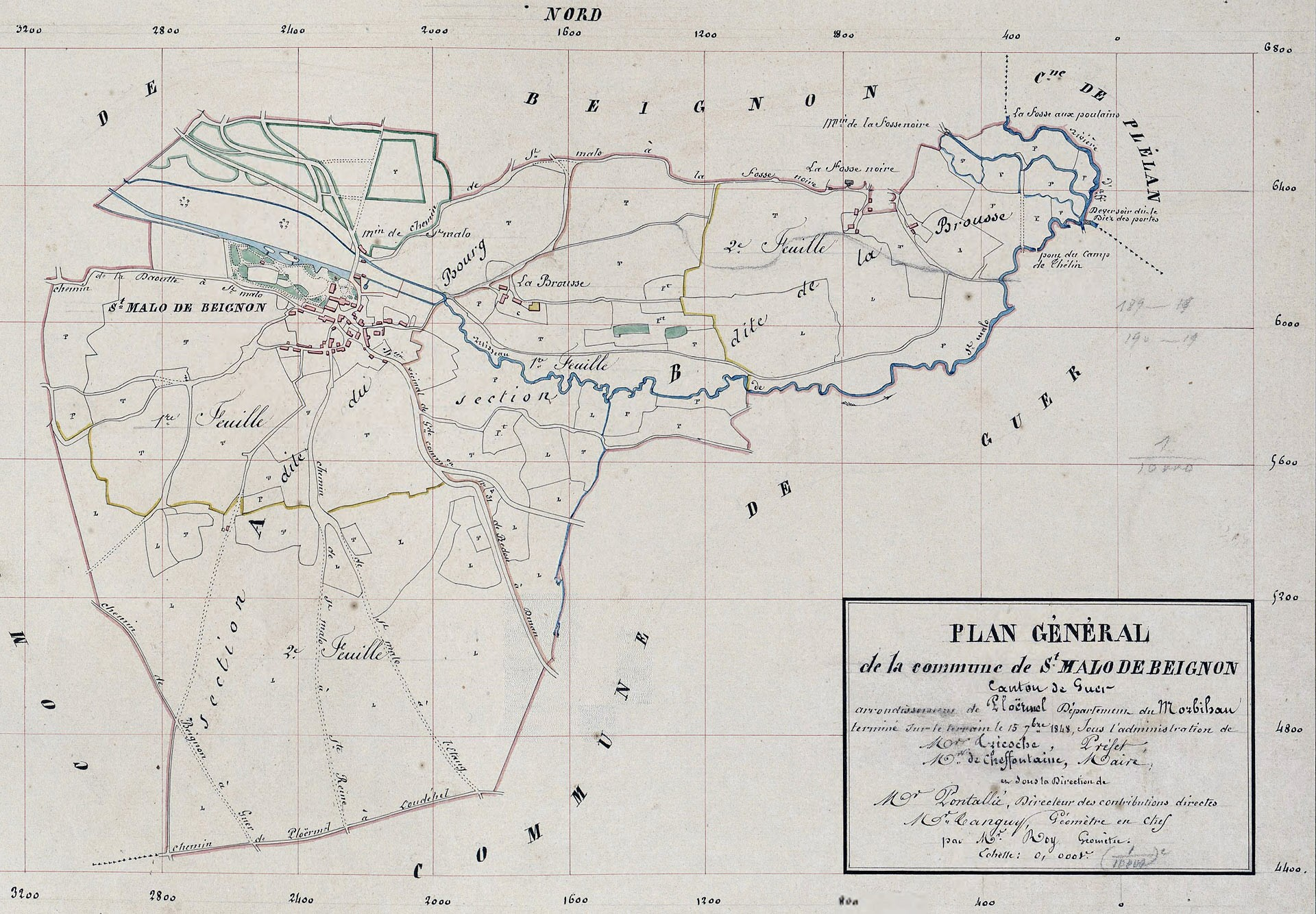
Saint-Malo-de-Beignon ː plan cadastral datant de 1848.

Faiblement peuplée au début du XIXe siècle (155 habitants en 1800), seul le bourg de Saint-Malo-de-Beignon était alors habité, les seuls écarts notables étant ceux de la Brousse et de la Fosse Noire. Mais la commune a connu une brusque croissance démographique liée à la présence du camp de Coëtquidan juste après la Seconde Guerre mondiale, ce qui a entraîné une périurbanisation et une rurbanisation sensible de la partie de la commune située au sud du bourg, en direction du lieu-dit Bel-Air et la naissance d'un véritable quartier urbain à l'extrême sud de la commune, qui fait partie de l'agglomération de Bellevue, située principalement dans la commune de Guer, et qui est le lieu habité principal du camp de Coëtquidan ; mais la diminution du nombre des militaires fréquentant le camp a entraîné un déclin démographique après 1962.
La commune a conservé de nombreux espaces boisés, disséminés un peu partout sur son territoire.

## Urbanisme

### Typologie
Au 1er janvier 2024, Saint-Malo-de-Beignon est catégorisée bourg rural, selon la nouvelle grille communale de densité à sept niveaux définie par l'Insee en 2022.
Elle est située hors unité urbaine. Par ailleurs la commune fait partie de l'aire d'attraction de Guer, dont elle est une commune du pôle principal,. Cette aire, qui regroupe 9 communes, est catégorisée dans les aires de moins de 50 000 habitants,.

### Occupation des sols
L'occupation des sols de la commune, telle qu'elle ressort de la base de données européenne d’occupation biophysique des sols Corine Land Cover (CLC), est marquée par l'importance des territoires agricoles (52 % en 2018), en diminution par rapport à 1990 (53,5 %). La répartition détaillée en 2018 est la suivante : 
zones agricoles hétérogènes (49,1 %), forêts (25,3 %), zones industrielles ou commerciales et réseaux de communication (11,5 %), zones urbanisées (11,2 %), prairies (2,9 %). L'évolution de l’occupation des sols de la commune et de ses infrastructures peut être observée sur les différentes représentations cartographiques du territoire : la carte de Cassini (XVIIIe siècle), la carte d'état-major (1820-1866) et les cartes ou photos aériennes de l'IGN pour la période actuelle (1950 à aujourd'hui).

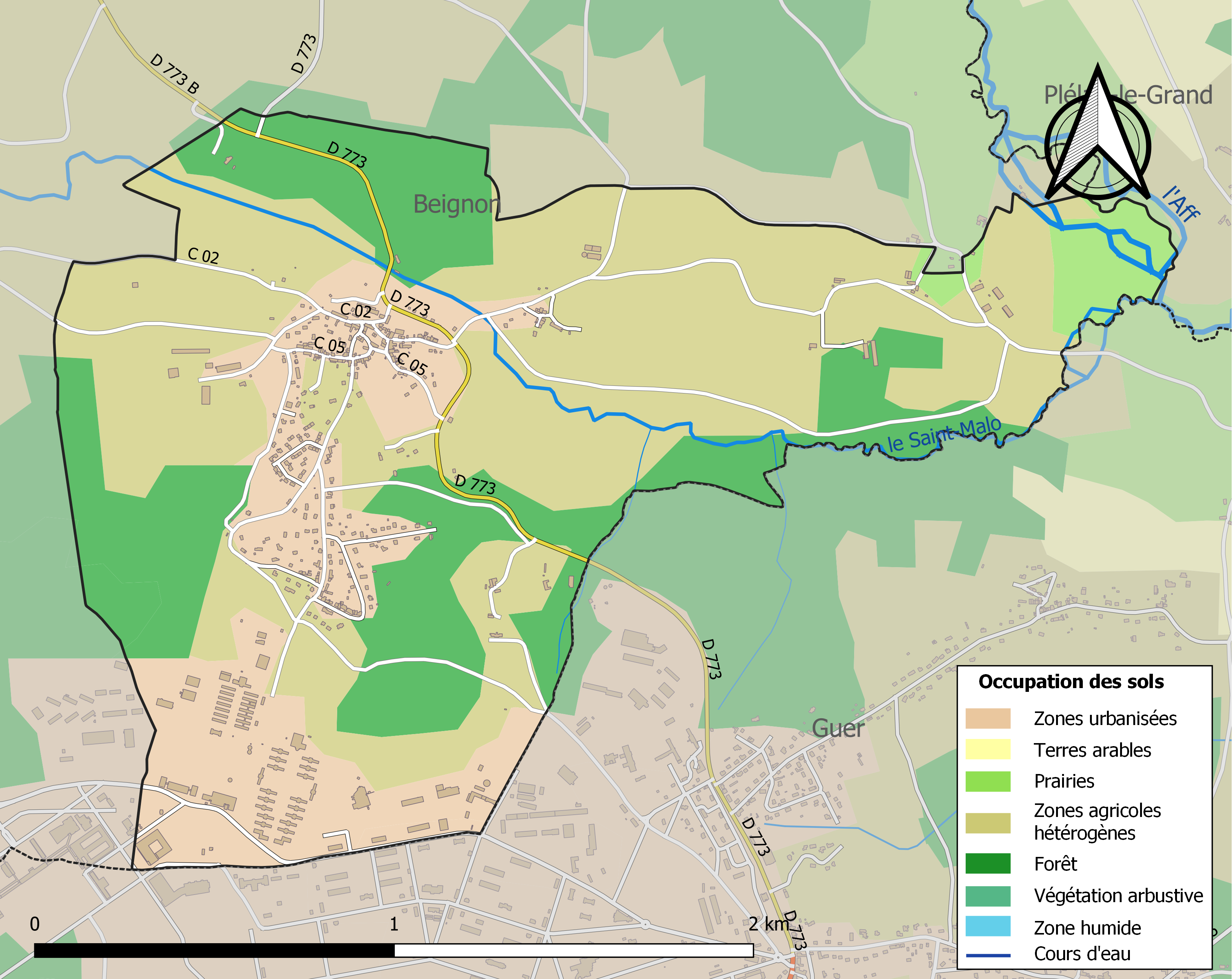
Carte des infrastructures et de l'occupation des sols de la commune en 2018 (CLC).

## Toponymie
Le nom de la localité est mentionné sous les formes Sanctus Masloo de Bidainono en 1062,, Saint Mallou en 1467.
Saint-Malo-de-Beignon fait référence aux évêques de Saint-Malo qui possèdent une résidence d'été sur ce territoire dès 1062.
 
Beignon reste de sens obscur ; ce toponyme pourrait dériver de Bennius, anthroponyme celte.
Le nom en gallo de la commune est Saent-Malo-de-Benyon et Sant-Maloù-Benion en breton.

## Histoire

### Antiquité
Un trésor monétaire d'époque celtique (120 à 56 avant J.-C.) de 150 à 200 monnaies riedones, a été découvert à Saint-Malo-de-Beignon en 1851.

### Moyen-Âge
« On a dit que Saint-Malo-de-Baignon [Beignon], très ancienne résidence des évêques d'Aleth, a été pendant soixante ans le siège d'un évêché. Lors d'un schisme provoqué dans ce siège par la lutte des barons bretons contre Eudon, qu'ils accusaient de vouloir usurper le trône ducal, au détriment de son neveu Alain III, Eudon et le pape auraient nommé simultanément des évêques d'Aleth, dont les uns auraient résidé à Saint-Malo et les autres à Saint-Malo-de-Baignon », mais cela est très contesté et réfuté de nos jours par les historiens. En réalité les évêques de Saint-Malo construisirent dès le XIe siècle un manoir épiscopal dans un lieu situé à environ 2 km au sud-est de l'actuel bourg de Beignon, qu'ils nommèrent "Saint-Malo-de-Beignon". Cette résidence d'été des évêques de Saint-Malo devint le siège d'officialité pour la moitié sud du diocèse de Saint-Malo.
C'est à Saint-Malo -de-Beignon que l'historien Bertrand d'Argentré situe le refuge du prince Arthur. Le jour de l'Assomption de l'an 1196, c'est à Saint-Malo-de-Beignon qu'Arthur Ier de Bretagne reçut le serment de fidélité de ses grands vassaux.

### Temps modernes
Un aveu de 1564 fait état d'un accord entre l'évêque, propriétaire d'un fief vaste de 2 400 journaux et ses vassaux, ceux-ci obtenant des droits d'usage contre le paiement d'une redevance ; mais entre le XVIe siècle et le XVIIIe siècle de nombreux conflits d'usage et procès opposent les habitants de Beignon et Saint-Malo-de-Beignon aux évêques de Saint-Malo, barons de Beignon, à propos des bois et landes de Feil et Tenedo ; vers 1770 l'afféagement du quart des communs de Beignon (aux alentours du moulin de Lanviel et de la chapelle Sainte-Reine) par l'évêque
Mgr des Laurents au profit de notables entraîna un procès gagné par les habitants de Beignon.
En raison de la présence du "château de Beignon", résidence épiscopale et siège de l'officialité des barons-évêques de Saint-Malo, de nombreuses maisons étaient alors occupées par les délégués de la juridiction seigneuriale des Évêques et par les écoliers venant étudier dans le collège, aussi séminaire jusqu'à la Révolution française qui expropria les Évêques.

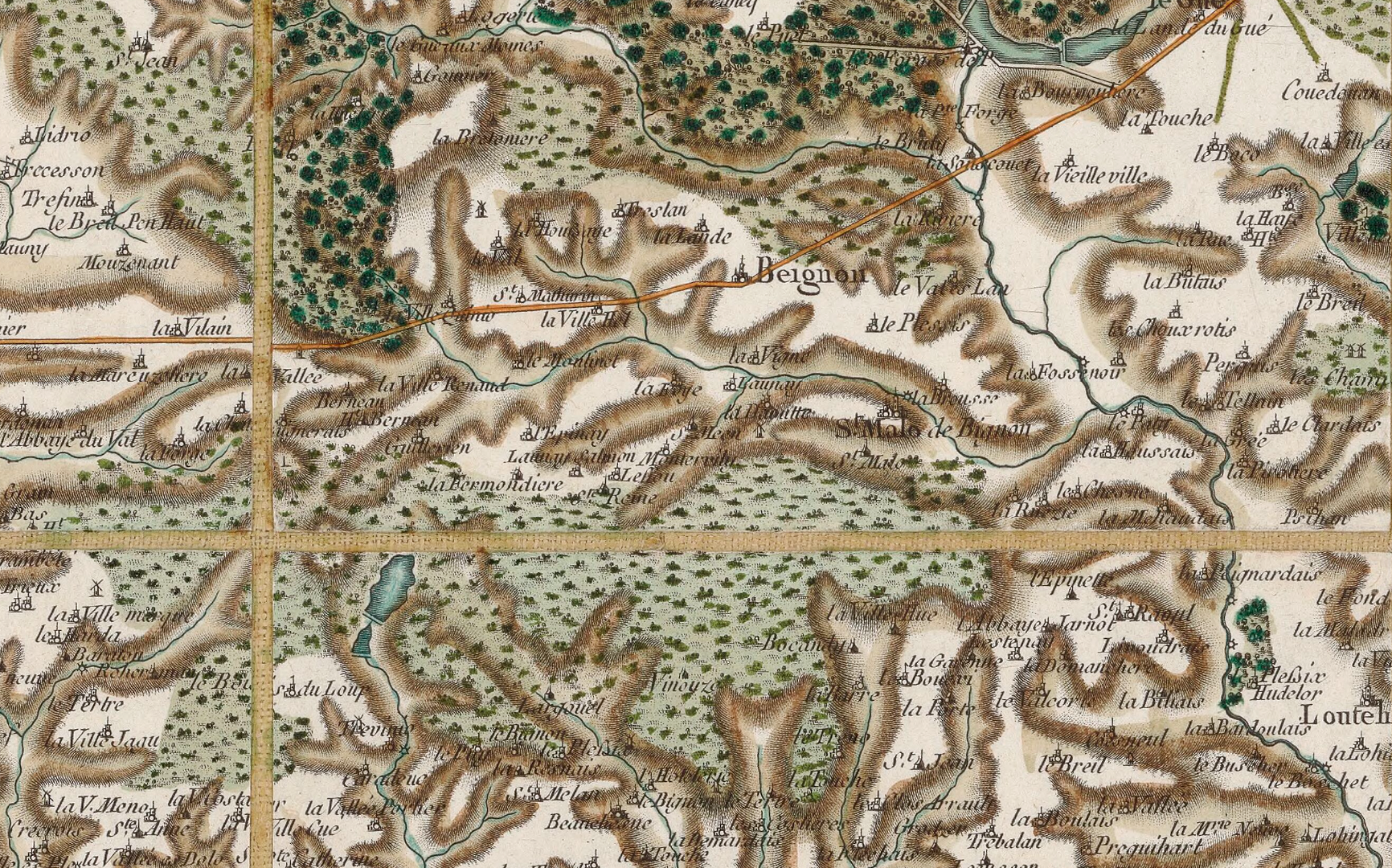
Carte de Cassini de Beignon, Saint-Malo-de-Beignon et des landes de Coëtquidan (1778).

Jean-Baptiste Ogée décrit ainsi Saint-Malo-de-Beignon en 1778 :

« Saint-Malo-de-Baignon [Beignon] ; dans un fond ; à 17 lieues au sud de Saint-Malo, son évêché ; à 8 lieues de Rennes et à 1 lieue un tiers de Plélan, sa subdélégation. Cette paroisse ressortit à Ploërmel, et compte 150 communiants : la cure est à l'alternative. Le territoire, coupé de vallons très profonds, est mal cultivé, et renferme une plus grande quantité de terres incultes que de terres en labeur labour. La maison seigneuriale, nommée le château de Baignon, est la maison de plaisance des évêques de Saint-Malo ; elle leur fut donnée, selon d'Argentré, par le seigneur de Montfort : elle a une haute justice qui a titre de régaires. »

### Révolution française
Le 5 avril 1789, le cahier de doléances de Saint-Malo-de-Beignon est rédigé dans la sacristie de l'église paroissiale sous la présidence et par le procureur fiscal de l'évêque de Saint-Malo, François Boisgontier ; le texte est signé par ceux des paroissiens présents qui savent signer, une quinzaine ; le texte intégral de ce chier de doléances est consultable sur Internet.
La partie sud de l'évêché de Saint-Malo est particulièrement touchée par des révoltes agraires au début de 1790, ce qui s'explique par les abus importants des seigneurs et de leurs procureurs fiscaux.
Entre le 25 et le 28 janvier 1790 les vassaux des seigneurs de Plélan, Saint-Malo-de-Beignon et Paimpont attaquent les châteaux de leurs seigneurs et demandent la suppression des droits féodaux. Le manoir des évêques à Saint-Malo-de-Beignon est attaqué le 28 janvier 1790 (les révoltés saccagèrent le manoir et firent un feu de joie  avec les parchemins de l'évêque-baron, Mgr de Pressigny) et l’abbaye de Paimpont le lendemain.
« Le 27 juin 1790 une bande de jeunes gens de Paimpont, de Saint-Malo [Saint-Malo-de-Beignon], de Plélan (..) forçait l'entrée de Comper, alors au marquis de Sérent, malgré pont-levis, porte, herse, et mettait le feu au château, en ayant bien soin de faire flamber en un tas les titres des droits haïs et des privilèges abhorrés ».
Maguet, recteur, et Grandhomme, curé de Saint-Malo-de-Beignon, font partie des signataires d'un texte publié le 12 janvier 1791 par le journal L'Ami du roi annonçant l'opposition des signataires à la Constitution civile du clergé.

### LeXIXesiècle
Le territoire de Saint-Malo-de-Beignon fait partie de Beignon de 1808 à 1813, avant de redevenir une commune indépendante.
Vendu comme bien national pendant la Révolution française, le château 
de Beignon devint successivement la propriété des familles Cheffontaines, Trévelec, Boispéan (en 1895) et Guillaume. Au XXe siècle il est détruit par deux incendies en 1939 pour l'un et en 1958 pour l'autre, avant d'être détruit en 1977.
Le journal Le Courrier français relate en détail la réception du duc de Nemours, venu visiter le camp de Thélin (en Plélan-le-Grand) en 1843, par le comte de Cheffontaines (bien que celui-ci ait été  jusque-là légitimiste) dans son château de Saint-Malo-de-Beignon (dit "château de Beignon") et la visite du camp par le duc.
François-Marie Cayot-Delandre écrit en 1847 que « le bourg de Saint-Malo se compose d'une quarantaine de chaumières habitables et d'un nombre à peu près égal de maisons en ruine, qui donnent à ce village un aspect de désolation et de misère. Auprès de ces chétives habitations s'élève une petite église délabrée, nue et froide, dont le chœur est pavé de grandes dalles armoriées : c'est là que cinq ou six évêques dorment du dernier sommeil ».
A. Marteville et P. Varin, continuateurs d'Ogée, décrivent ainsi Saint-Malo-de-Beignon en 1853 :

« Saint-Malo-de-Baignon [Beignon] (sous l'invocation de saint Malo) : commune formée de l'ancienne paroisse de ce nom ; aujourd'hui succursale. (..) En 1808 l'ancienne paroisse fut supprimée et réunie à Baignon [Beignon] pour le culte. En 1809 Mgr. de Bausset, évêque de Vannes, l'érigea en oratoire ; en 1843 elle a été créée succursale. On voit dans cette église les tombes de quatre évêques de Saint-Malo : il serait curieux de bien connaître quels sont ces prélats, et si leur sépulture peut jeter quelque jour sur la question historique [de la présence éventuelle d'un évêché à Saint-Malo-de-Beignon]. En outre de l'église, il y a, dans la commune, une antique chapelle, près de laquelle est une fontaine très abondante, et entretenue par un aqueduc bien conservé, sur une longueur de plus de 1 500 mètres. L'ancien château des évêques a été vendu nationalement en 1790. Acquis par la famille de Cheffontaines, il a été transformé en une charmante habitation moderne. Lors de l'établissement du camp d'instruction du Thélin [en 1843],  M. le duc de Nemours y avait reçu l'hospitalité ; son quartier général y était établi. Géologie : grès au sud. On parle le français [en fait le gallo]. »

En 1857 la princesse Élisa Napoléone Baciocchi proposa d'acheter les landes de Coëtquidan pour y créer un domaine agricole. La municipalité de Saint-Malo-de-Beignon accepta de vendre ses communaux, mais celle de Beignon refusa, consciente de l'intérêt des communs, qui couvraient la moitié de la superficie communale, pour ses habitants ; finalement la princesse créa son domaine agricole à Colpo.
C'est en 1873 que le ministre de la guerre fait étudier le projet d'un champ de tir sur la lande de Coëtquidan, les portions de lande à occuper momentanément dépendant des six communes de Guer, Augan, Porcaro, Saint-Malo-de-Beignon, Campénéac et Beignon. « Elles se composent, dans les cinq premières, de terrains communaux que les municipalités s'étaient empressées de mettre à la disposition de l'administration de la guerre, moyennant la concession de certains avantages, notamment des fumiers. Mais, dans la commune de Beignon, la négociation avait été plus difficile parce que les terrains y étaient devenus l'objet d'un partage consommé entre les habitants, et qu'on avait à traiter avec un plus grand nombre d'individus ».
La création en 1878 (décret d'utilité publique en date du 3 décembre 1878 et jugement d'expropriation en date du 26 décembre 1878 par le tribunal d'instance de Ploërmel) se fait pour partie dans la portion sud du territoire communal.

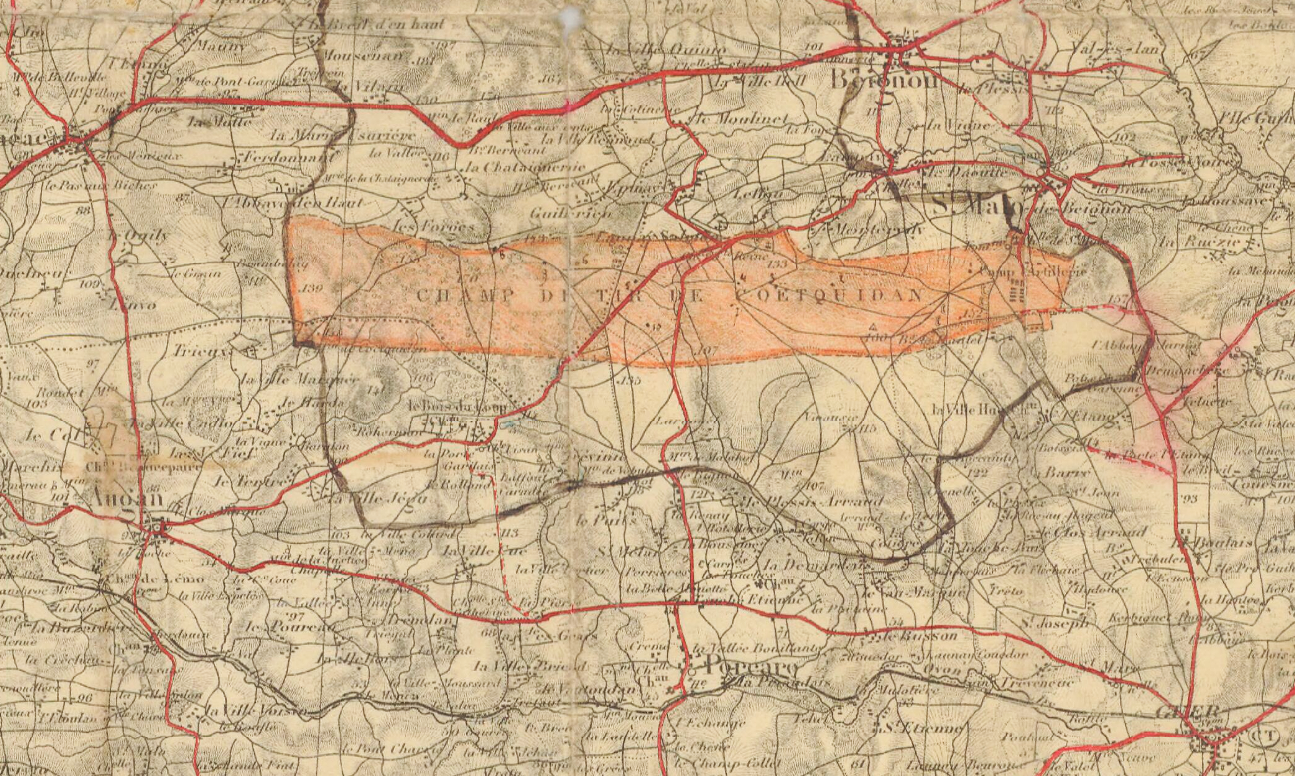
Carte du champ de tir de Coëtquidan lors de sa création en 1878 (Service géographique de l'armée).
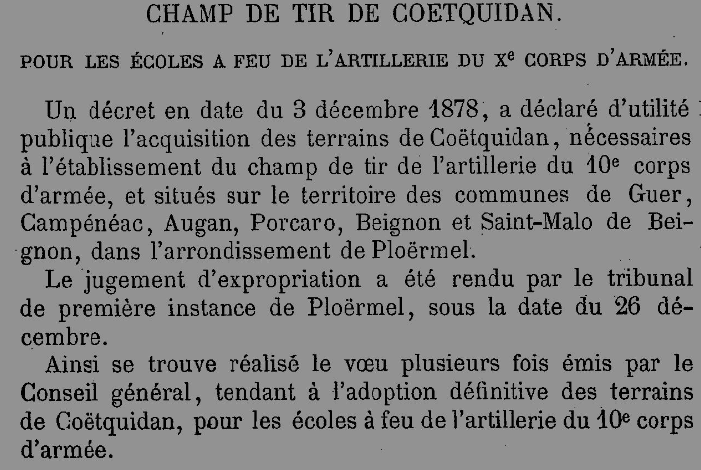
Création du champ de tir de Coëtquidan en 1878 (Conseil général du Morbihan).

### LeXXesiècle

#### La Belle Époque
Un article du journal Le Rappel décrit ainsi Saint-Mako-de-Beignon en 1903 :

« Beignon [en fait Saint-Malo-de-Beignon] me plut, à l'orée des forêts de Paimpont (..), au-dessus de Saint-Malo, château de style caduc, au bord d'un étang fleuri de nénuphars, ainsi nommé du séjour favori des prélats malouins. Dans le village même les gâs [gars] montrent avec orgueil la maison de l'évêque, où vécut, durant ses vacances estivales, un des leurs parvenu à la dignité de l'épiscopat. Les habitations, en roches brunes jointoyées de chaux, ont l'aspect de nougats brûlés, les cours regorgent de fumier, et la vermine fait rage. L'école communale est une ancienne maison ecclésiastique, surmontée d'un portique où sonnait jadis l'appel des heures. Les enfants fréquentent plus nombreux chez les Frères dont le logis spacieux et les classes plus claires se trouvent en contrebas, dans un cadre au spectacle merveilleux. »

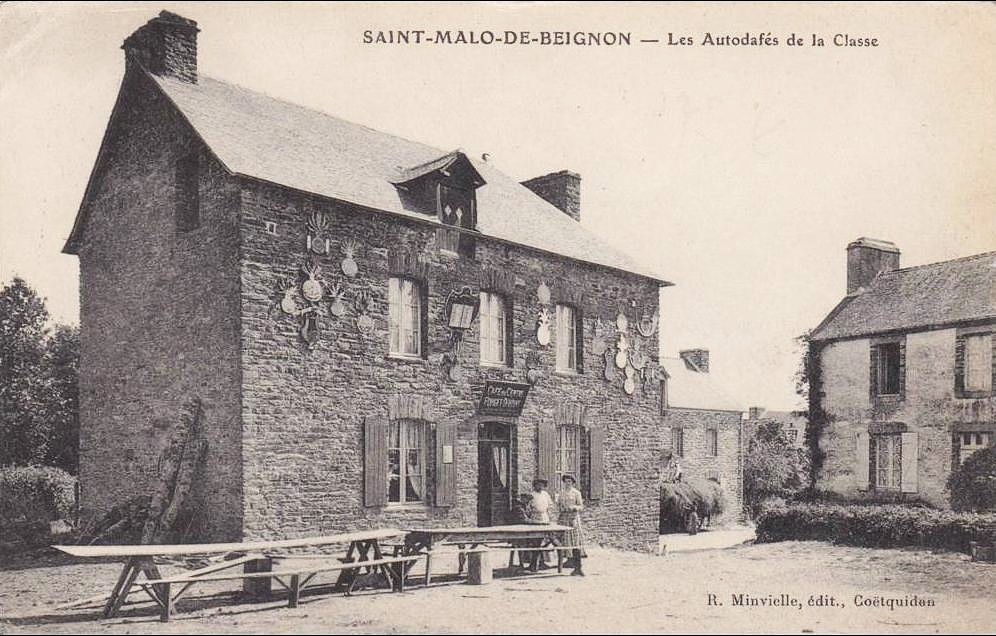
Saint-Malo-de-Beignon : épitaphes de conscrits sur la façade d'un café vers 1905 (carte postale).

Selon un reportage de 1908, Saint-Malo-de-Beignon possédait alors de très nombreux cabarets dont les façades étaient « couvertes d'inscriptions blanches sur fond noir, avec un dessin, également blanc, représentant une croix, là une bouteille, ailleurs un cor de chasse ou tout autre emblème. L'inscription a figure d'épitaphe. C'est l'adieu de la classe qui s'en va. Chaque batterie, en quittant le camp [de Coëtquidan] offre ainsi un dernier souvenir à ceusses de la classe ».
Le même auteur précise que le « village est d'ailleurs fort petit. À mi-hauteur sur les pentes 
(..) coulait une fontaine près de laquelle, suivant la coutume bretonne, on a élevé une chapelle. La fontaine a été captée pour les besoins du camp. Une machine élève les eaux sur le plateau. Les baraquements sont un peu au-dessus.
Combien lugubres avec leurs murs de schiste sombre et leur toiture d'ardoise ! Les chevaux sont abrités sous des hangars recouverts d'ardoises et disposés en sept longues rangées.
Les expropriations provoquées par l'extension du camp de Coëtquidan aux alentours de 1910-1912 provoquèrent un véritable traumatisme dans la région : 400 habitants et 2 000 hectares (en réalité 1 640 hectares) de terres furent expropriés à Beignon ; à Campénéac, Augan et Porcaro près de 5 000 hectares ont été frappés d'expropriation. « Le château du Bois-du-Loup, valant 1 million [de francs] a été abattu à coups de canon (..) Les villages de Montervily, Le Faou, Launay-Salmon, Lépinay, La Ville-Quignon, La Ville-Lhèle sont tous dévastés. Les anciens propriétaires de ces maisons ont tiré le meilleur parti possible des boiseries, portes et fenêtres ; le génie qui a pris possession de toute cette contrée a emporté le reste : poutres, etc.. (..) Plus loin, nous entrons dans la chapelle Saint-Mathurin, de style roman. Les portes sont brisées ; plus d'autel, plus un seul vitrail ; les dalles ont été enlevées (..) Il en est de même, paraît-il, des chapelles de Saint-Méen et de Sainte-Reine, où tous les ans, jadis, les foules venaient en pèlerinage ». En octobre 1914 de faux bruits accusèrent à tort des prisonniers de guerre allemands, hébergés à Saint-Malo-de-Beignon, d'être les auteurs de ces destructions.
En 1911 le conseil municipal de Saint-Malo-de-Beignon proteste contre l'avancée à 5 heures ½ du matin (au lieu de 6 heures ½ jusqu'ici) de l'interdiction de circulation sur certaines routes lors des séances de tir organisées à Coëtquidan, ce qui oblige les riverains du camp habitant Augan, Monteneuf et Porcaro à partir avant 4 heures du matin pour venir au bourg de Saint-Malo-de-Beignon, ce qui occasionne un préjudice certain pour les commerçants les jours de foires et marchés.
En 1912 « les cultivateurs de Porcaro, Augan, Campénéac, Guer, Saint-Malo-de-Beignon demandèrent l'autorisation de faire paître leurs bestiaux sur les landes expropriées pour l'extension du camp de Coëtquidan, et de continuer à faire usage des mares, pièces d'eau et sources situées sur les terrains militaires récemment acquis pour y abreuver leurs bestiaux et pour leurs besoins domestiques » ; le ministre de la guerre fit répondre qu'« il y aurait de graves inconvénients à rapporter ces interdictions (..) sauf à titre exceptionnel ».

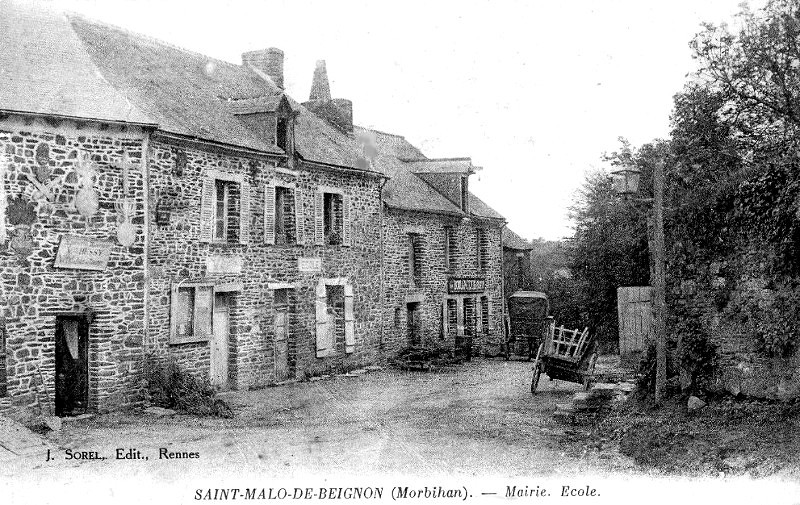
Saint-Malo-de-Beignon ː la mairie-école au début du XXe siècle (carte postale).
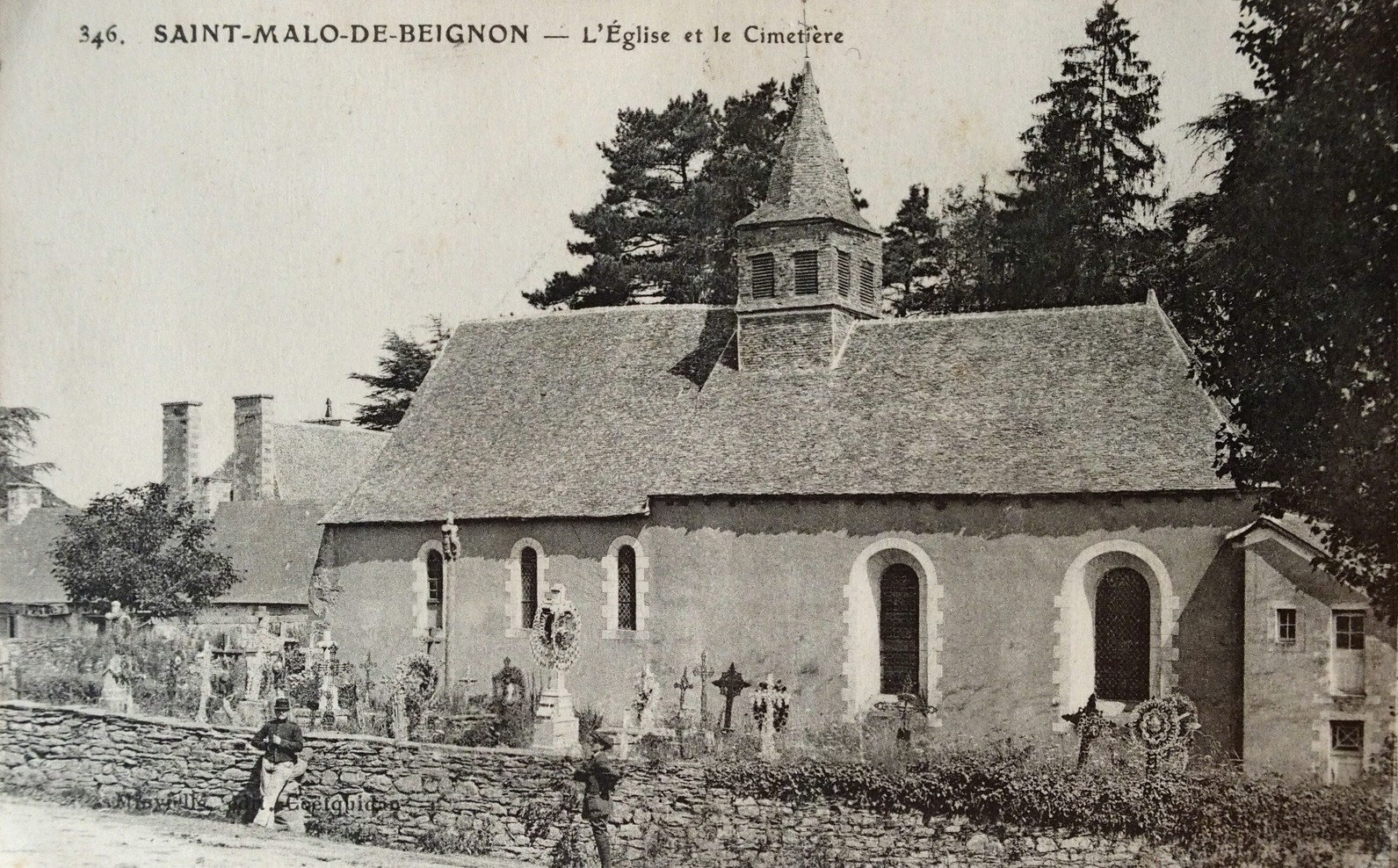
Saint-Malo-de-Beignon ː l'église paroissiale Saint-Malo et le cimetière vers 1910 (carte postale).
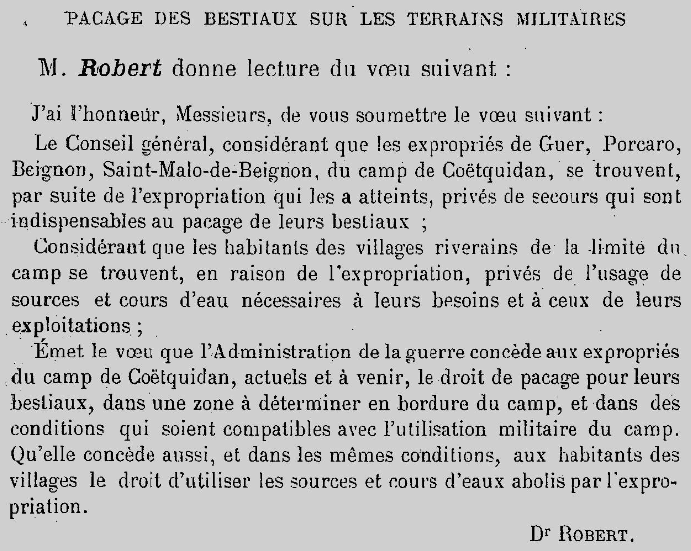
Vœu proposé et adopté par le Conseil général du Morbihan pour que les paysans obtiennent le droit de pacage et d'eau dans le camp de Coëtquidan (1912).
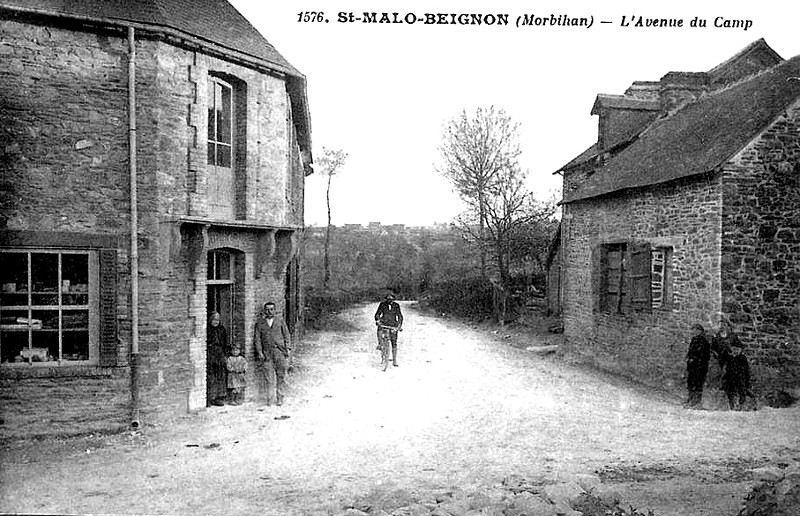
Saint-Malo-de-Beignon ː le chemin menant au camp de Coëtquidan (carte postale).

La ligne de tramway à voie métrique et voie unique de la Compagnie des tramways à vapeur d'Ille-et-Vilaine allant de Rennes à Plélan (inaugurée en 1898) et surnommée « le Tacot », est prolongée jusqu'à Guer via Paimpont-les-Forges, Beignon, Saint-Malo-de-Beignon et le camp de Coëtquidan (mise en service le 6 juin 1913), puis jusqu'à Redon via Carentoir et La Gacilly, elle ferma le 31 août 1948.

#### La Première Guerre mondiale
Le monument aux morts de Saint-Malo-de-Beignon porte les noms de 20 soldats morts pour la France pendant la Première Guerre mondialec; la plupart sont morts sur le sol frençais.

#### L'Entre-deux-guerres
L'inauguration du monument aux morts de Saint-Malo-de-Beignon a lieu le 18 septembre 1921.
Une réunion organisée le 15 juin 1921, réunissant des autorités militaires, l'ingénieur des Ponts et Chaussées de Pontivy et les maires de  Beignon, Saint-Malo-de-Beignon, Campénéac, Augan et Guer précisa les modalités d'interruption du trafic routier lors des séances de tir dans le camp de Coëtquidan, concernant notamment la route nationale 24 (dont le tracé d'alors passait par Campénéac et Plélan-le-Grand via Beignon et Trécesson) et les routes d'intérêt local « de viabilité médiocre [où] la circulation rurale est beaucoup plus importante que la circulation automobile » comme les axes Augan-Beignon et Porcaro-Beignon. En 1929 les élus locaux demandent une restriction des interdictions.

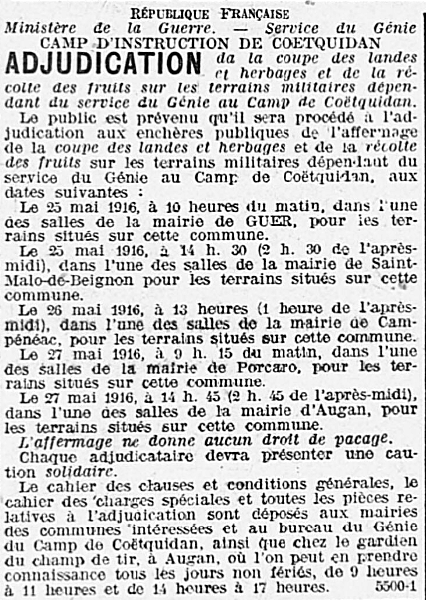
Camp de Coëtquidan ː adjudication annuelle de la coupe des landes et herbages (1916).
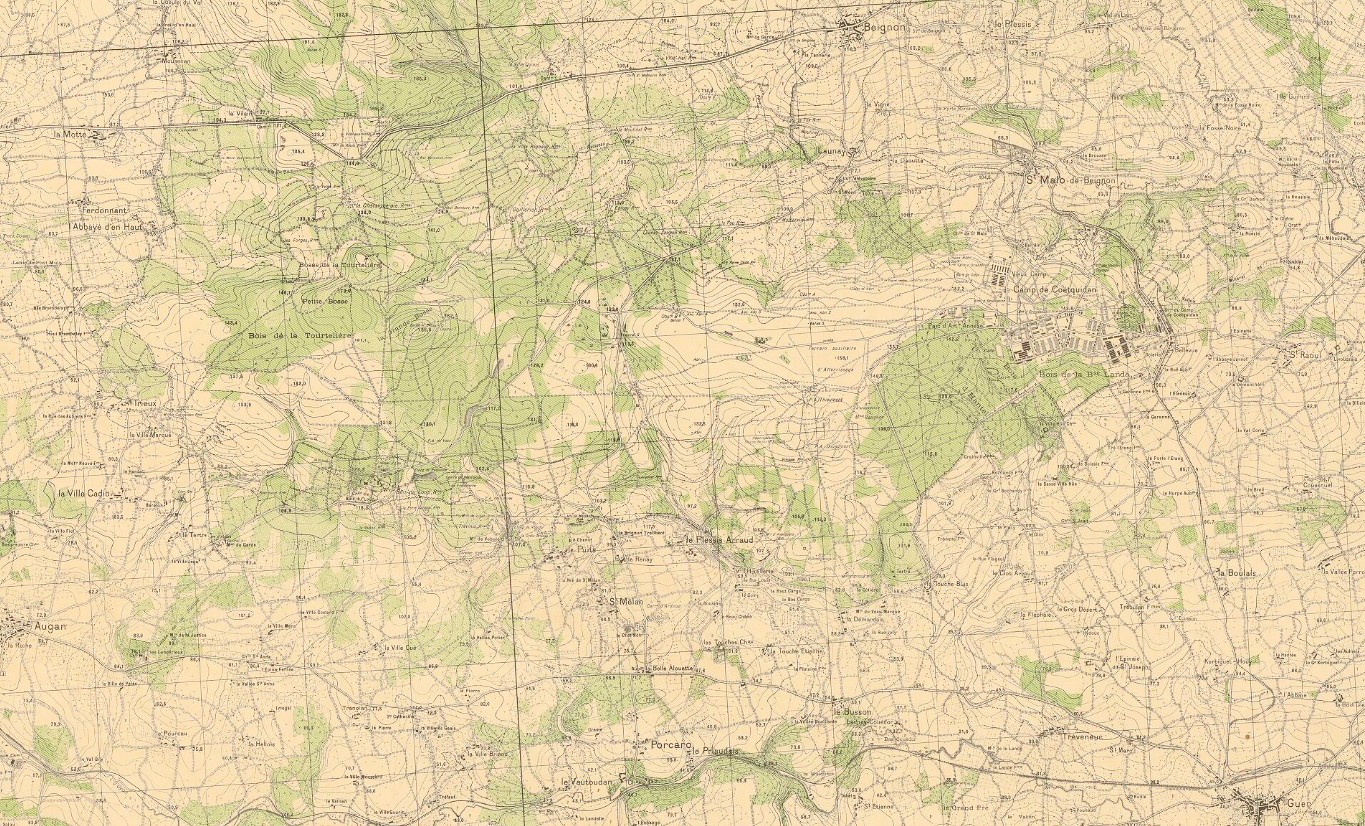
Carte du camp de Coëtquidan en 1926 (Service géographique de l'armée).
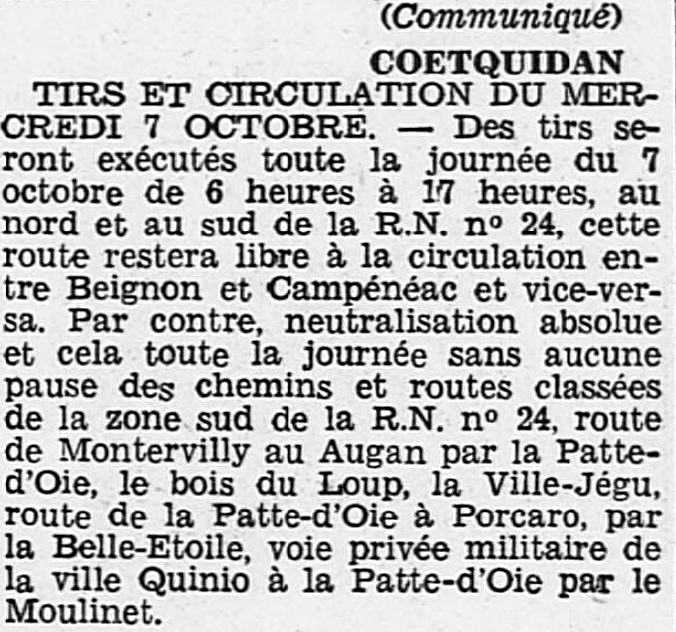
Communiqué annonçant la fermeture de routes lors d'une séance de tirs dans le camp de Coëtquidan (journal L'Ouest-Éclair du 7 octobre 1936).
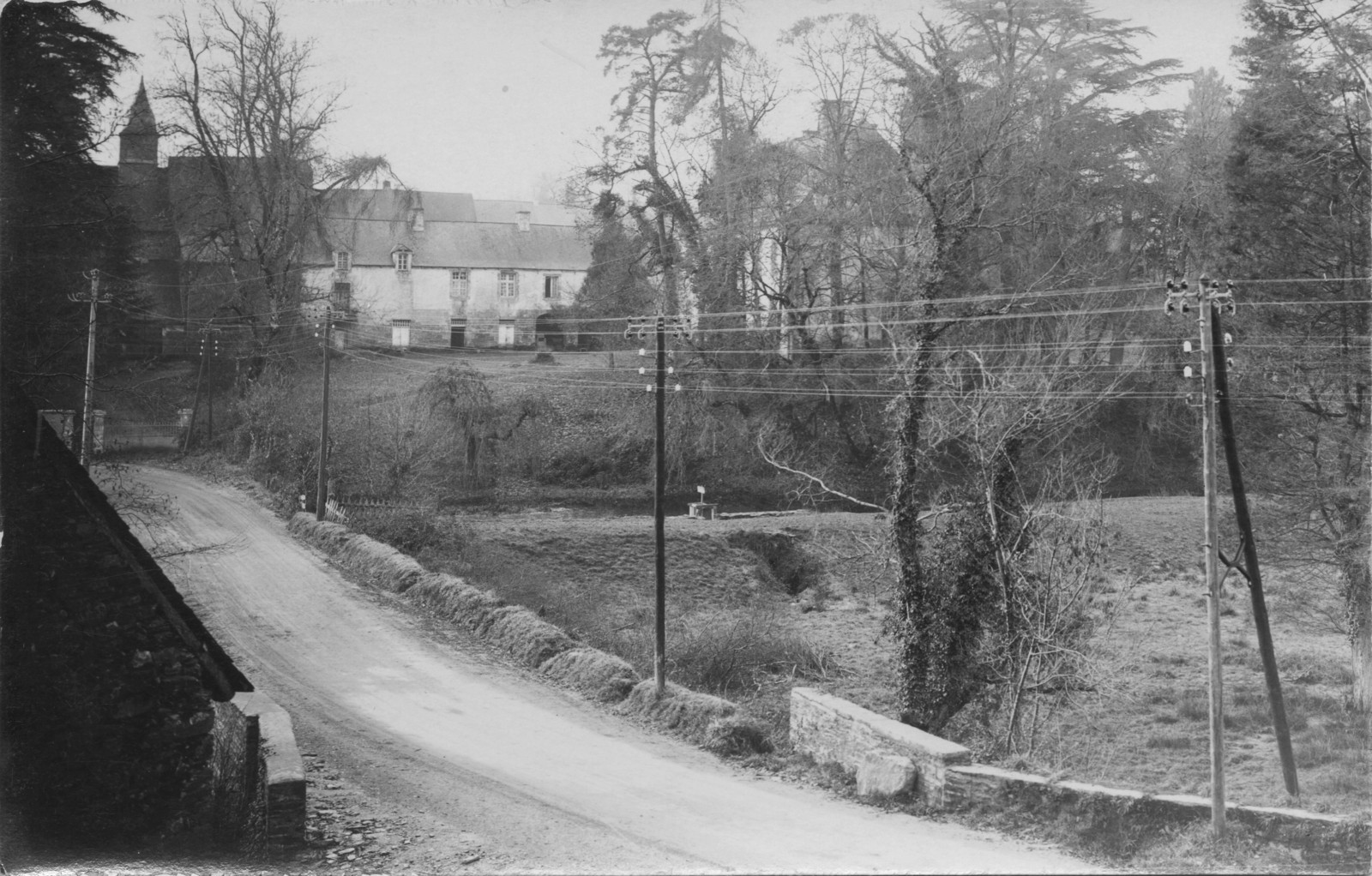
Le château de Beignon vers 1930.
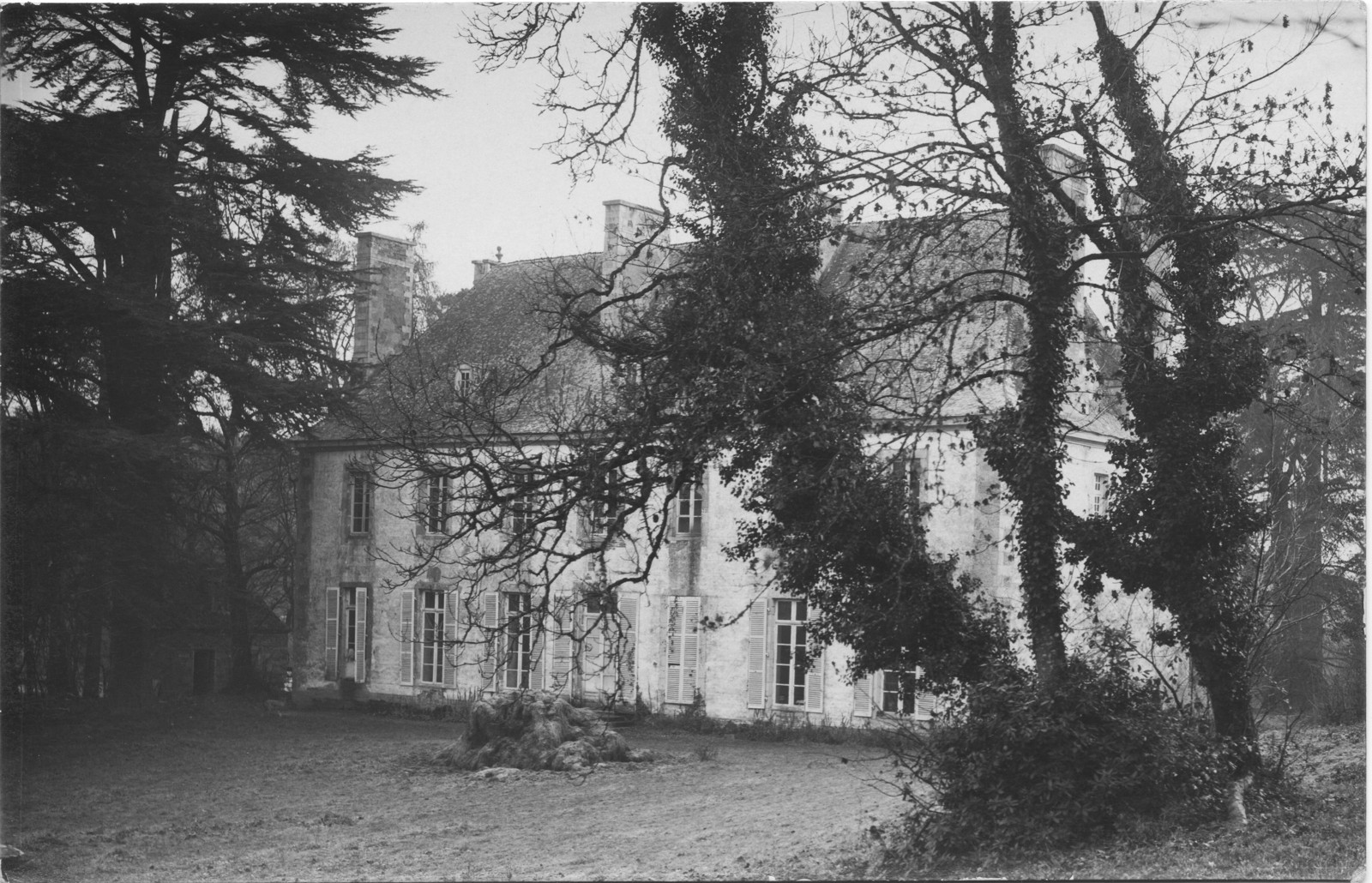
Le château de Beignon vers 1930.
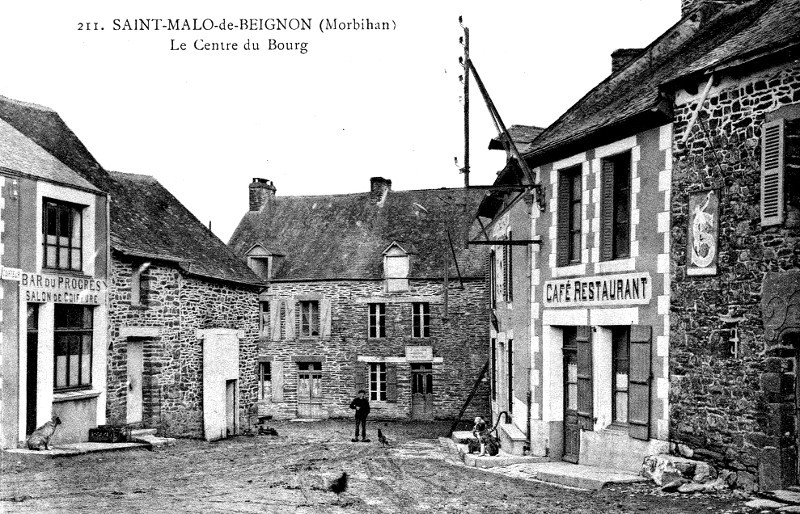
Saint-Malo-de-Beignon ː le centre du bourg vers 1930 (carte postale).

#### La Seconde Guerre mondiale
Le monument aux morts de Saint-Malo-de-Beignon porte les noms de 4 personnes mortes pour la France pendant la Seconde Guerre mondiale ; parmi elles Jean Mougeret, soldat mort de maladie le 30 juin 1940 ; Roger Amice, résistant F.F.I., mort accidentellement en service le 4 octobre 1944.

## Politique et administration
| Période                                  | Période  | Identité           | Étiquette | Qualité                                       |
| ---------------------------------------- | -------- | ------------------ | --------- | --------------------------------------------- |
| 2001                                     | 2008     | Paul Menier        | PS        |                                               |
| 2008                                     | 2014     | Henri Mauvoisin    | -         | Chef d'entreprise                             |
| 2014 Réélue en 2020                      | En cours | Marie-Hélène Herry | DVD       | Directrice d'école Conseillère départementale |
| Les données manquantes sont à compléter. |          |                    |           |                                               |

## Démographie
L'évolution du nombre d'habitants est connue à travers les recensements de la population effectués dans la commune depuis 1793. Pour les communes de moins de 10 000 habitants, une enquête de recensement portant sur toute la population est réalisée tous les cinq ans, les populations de référence des années intermédiaires étant quant à elles estimées par interpolation ou extrapolation. Pour la commune, le premier recensement exhaustif entrant dans le cadre du nouveau dispositif a été réalisé en 2005.

En 2022, la commune comptait 543 habitants, en évolution de +5,64 % par rapport à 2016 (Morbihan : +3,82 %, France hors Mayotte : +2,11 %).
| 1793 | 1800 | 1806 | 1821 | 1831 | 1836 | 1841 | 1846 | 1851 |
| ---- | ---- | ---- | ---- | ---- | ---- | ---- | ---- | ---- |
| 150  | 155  | 155  | 111  | 172  | 183  | 229  | 179  | 206  |

| 1856 | 1861 | 1866 | 1872 | 1876 | 1881 | 1886 | 1891 | 1896 |
| ---- | ---- | ---- | ---- | ---- | ---- | ---- | ---- | ---- |
| 175  | 146  | 167  | 167  | 165  | 180  | 232  | 200  | 193  |

| 1901 | 1906 | 1911 | 1921 | 1926 | 1931 | 1936 | 1946 | 1954  |
| ---- | ---- | ---- | ---- | ---- | ---- | ---- | ---- | ----- |
| 200  | 245  | 327  | 220  | 263  | 388  | 407  | 431  | 1 049 |

| 1962 | 1968 | 1975 | 1982 | 1990 | 1999 | 2005 | 2006 | 2010 |
| ---- | ---- | ---- | ---- | ---- | ---- | ---- | ---- | ---- |
| 715  | 431  | 384  | 329  | 390  | 385  | 810  | 813  | 484  |

| 2015 | 2020 | 2022 | - | - | - | - | - | - |
| ---- | ---- | ---- | - | - | - | - | - | - |
| 504  | 543  | 543  | - | - | - | - | - | - |

## Culture et patrimoine

### Lieux et monuments

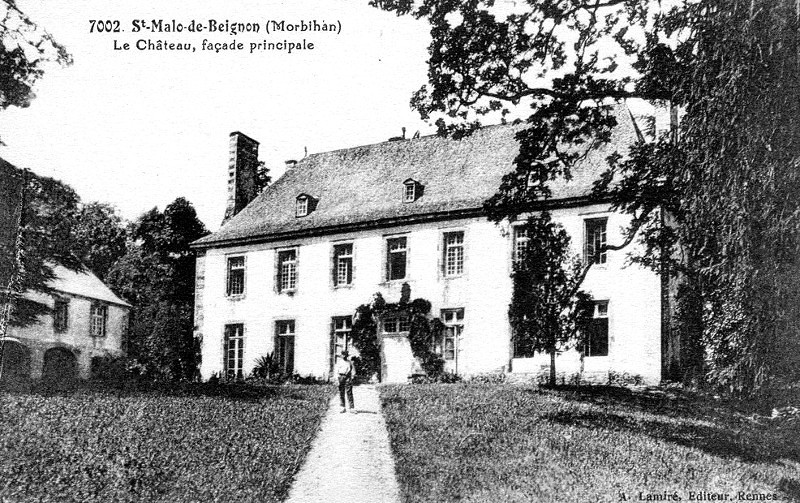
La façade principale du "château de Beignon" vers 1925 (carte postale).

- L'église Saint-Malo. ; c'est l'ancienne chapelle du château de Beignon ; la partie ouest, de style roman, remonte au XIe siècle ou au XIIe siècle, le reste, y compris le clocher, date de 1751 ; son portail ouest est inscrit monument historique depuis 1927[56] ; elle possède un mobilier religieux diversifié, par exemple des fonts baptismaux datant du XVIIIe siècle[57]. Son baptistère est du XIIe siècle, le retable du XVIIe siècle et la tribune dite « des Évêques » du XVIIIe siècle.
- La croix place de l'Église : une ancienne croix de cimetière classée monument historique ; sa partie sommitale représente sur une face le Christ en croix avec 2 personnages, et, sur l’autre face, une piéta.

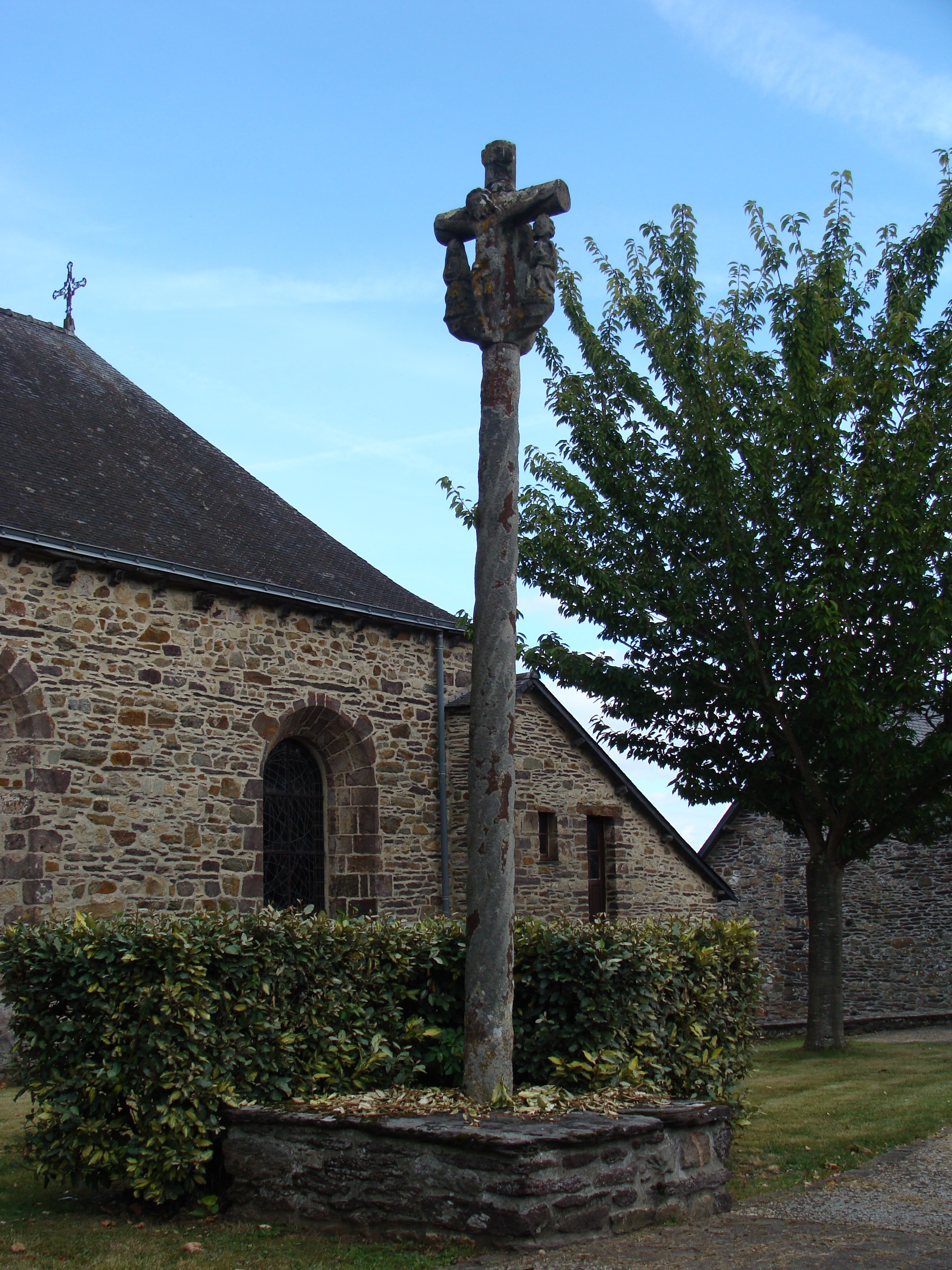
Croix de l'ancien cimetière : vue d'ensemble.
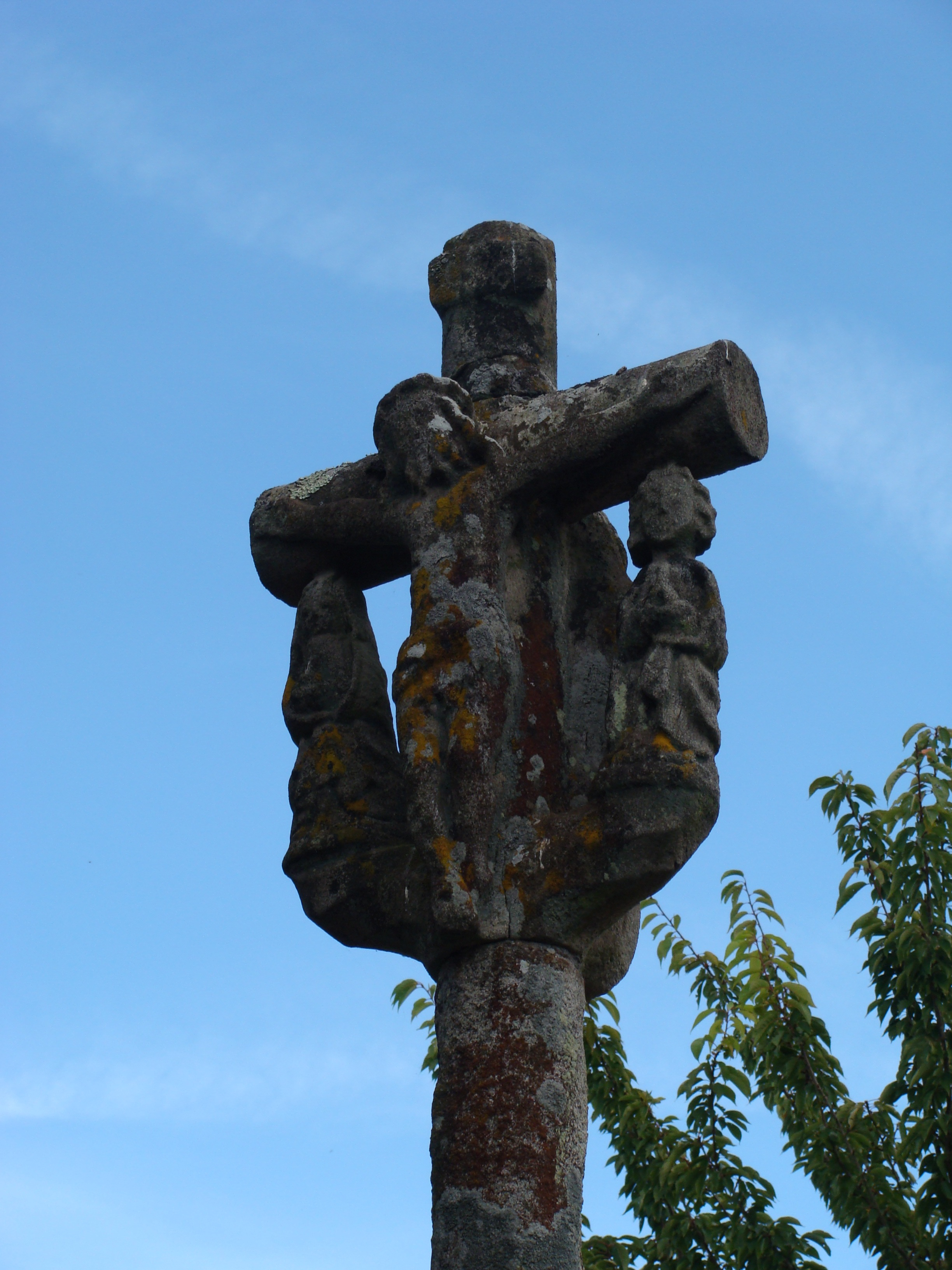
Croix de l'ancien cimetière  : partie sommitale.
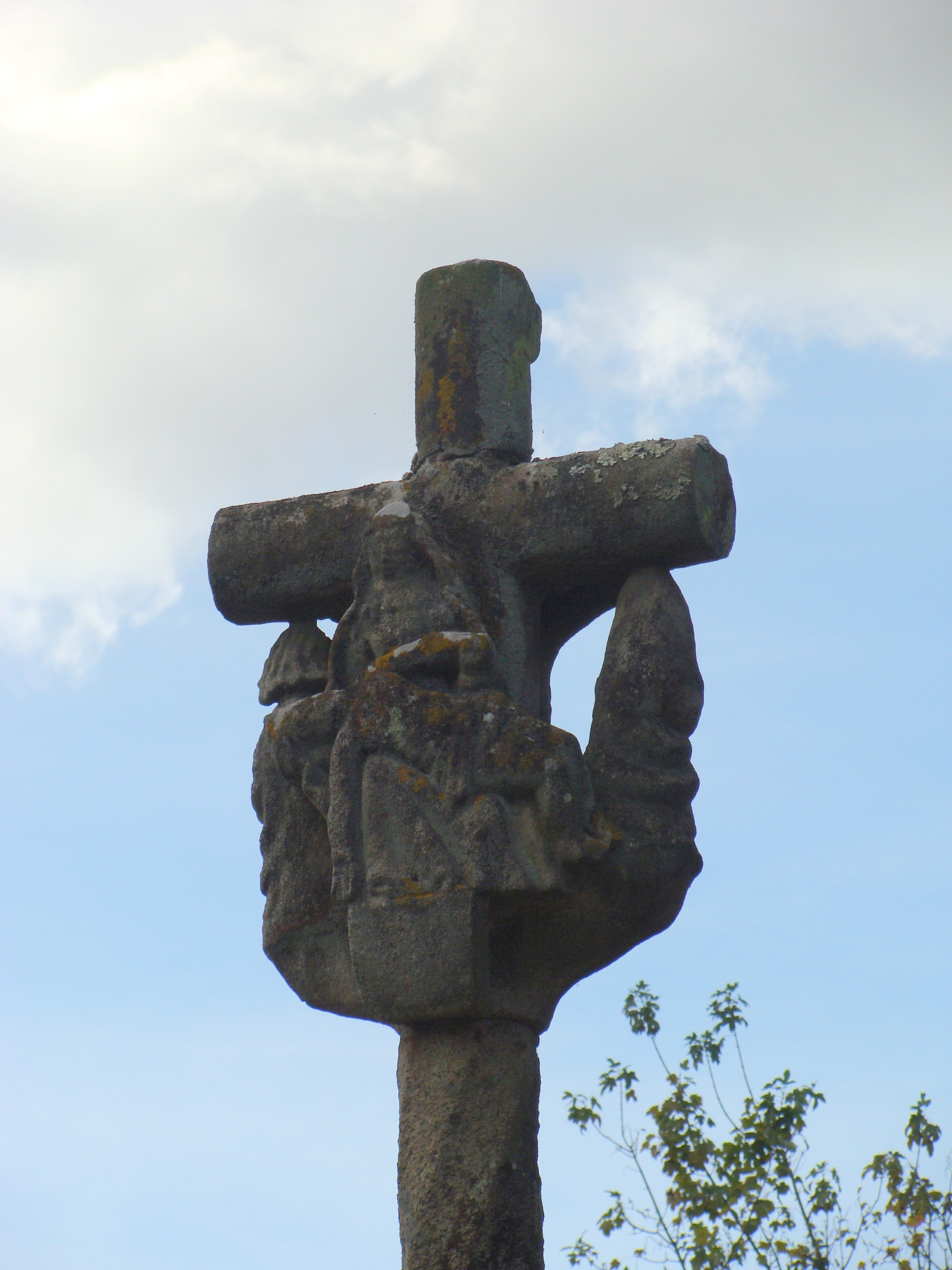
Croix de l'ancien cimetière  : partie sommitale (autre face).

- Le jardin des évêques : de l'ancien "château de Beignon", propriété seigneuriale des évêques de Saint-Malo (le logis épiscopal a été détruit en 1977)[58], il ne subsiste que le "Jardin des Évêques" qui s'étend sur près d'un hectare ; il a été restauré au milieu de la décennie 1990[59].
- l'étang de Saint-Malo : il ennoie le site de l'ancien château de Beignon ; d'une superficie de 6 hectares, il est peu profond (entre 1,5 et 3 mètres) ; une petite base de loisirs a été aménagée sur sa rive nord, ainsi qu'un port miniature pour bateaux électriques et le camping d'Aleth sur sa rive sud[60]. Mais cet étang est menacé de disparition en raison des préoccupations de continuité écologique que la loi impose désormais[61]

### Héraldique
|  | Les armoiries de Saint-Malo-de-Beignon se blasonnent ainsi : D'argent à la croix d'azur, cantonnée de deux mouchetures d'hermine de sable, l'une en chef à dextre, l'autre en pointe à senestre, et chargée d'une crosse épiscopale d'or surchargée en abîme d'une mître du même. Conc: B. Le Ny-Jégat. |